# Семянув (Стшелінський повіт)
Семянув (пол. Siemianów, нім. Tiefensee) — село в Польщі, у гміні Борув Стшелінського повіту Нижньосілезького воєводства.
Населення — 147 осіб (2011).
У 1975-1998 роках село належало до Вроцлавського воєводства.

## Демографія
Демографічна структура станом на 31 березня 2011 року:
|          | Загалом | Допрацездатний вік | Працездатний вік | Постпрацездатний вік |
| -------- | ------- | ------------------ | ---------------- | -------------------- |
| Чоловіки | 73      | 17                 | 49               | 7                    |
| Жінки    | 74      | 17                 | 39               | 18                   |
| Разом    | 147     | 34                 | 88               | 25                   |